# Bartosz Kedziora
Bartosz Kedziora (Głogów, december 1990) is een Belgisch handballer.

## Levensloop
Kedziora kwam als peuter met zijn ouders vanuit Polen mee naar België toen zijn vader Mariusz, eveneens een handballer, sportief actief werd bij KTSV Eupen.
Omstreeks zijn vijfde jaar begon hij te handballen bij KTSV Eupen. Vanaf seizoen 2010-'11 werd hij actief bij HC Achilles Bocholt en vanaf 2019-'20 bij HC Visé BM. Voor seizoen 2022-'23 keerde hij terug naar zijn jeugdclub KTSV Eupen. Tevens is hij als international actief bij het Belgisch handbalteam. Hij werd onder meer geselecteerd voor het wereldkampioenschap van 2023.
Met Bocholt won hij viermaal de landstitel (2016, 2017, 2018 en 2019) en evenvaak de Beker van België (2013, 2015, 2017 en 2019). Tevens won hij met dit team eenmaal de Benelux Liga (2013) en driemaal de BENE-League (2017, 2018 en 2019). Met HC Visé werd hij in 2022 landskampioen.
In seizoen 2016 werd hij verkozen tot Belgisch handballer van het jaar.
Ook zijn broer Damian is actief in het handbal.